# Pelagial
Albums de The Ocean
Anthropocentric
(2010) Phanerozoic I: Palaeozoic
(2018)
Pelagial est le septième album studio du groupe de metal progressif allemand The Ocean, sorti le 26 avril 2013 sous le label Metal Blade Records. C'est un album-concept dont les titres sont nommés d'après les différentes zones océaniques, par profondeur croissante.
Pelagial est d'abord conçu comme un album instrumental, le chant de Loic Rossetti ayant été ajouté par la suite.

## Accueil
Pelagial est très bien reçu par la critique.

## Liste des titres
| 1.    | Epipelagic                            | 1:12 |
| 2.    | Mesopelagic: Into the Uncanny         | 5:56 |
| 3.    | Bathyalpelagic I: Impasses            | 4:24 |
| 4.    | Bathyalpelagic II: The Wish in Dreams | 3:18 |
| 5.    | Bathyalpelagic III: Disequilibrated   | 4:27 |
| 6.    | Abyssopelagic I: Boundless Vasts      | 3:27 |
| 7.    | Abyssopelagic II: Signals of Anxiety  | 5:05 |
| 8.    | Hadopelagic I: Omen of the Deep       | 1:07 |
| 9.    | Hadopelagic II: Let Them Believe      | 9:17 |
| 10.   | Demersal: Cognitive Dissonance        | 9:05 |
| 11.   | Benthic: The Origin of Our Wishes     | 5:55 |
| 52:13 |                                       |      |